# Cartoon Network
Cartoon Network är en amerikansk barnkanal ägd av Time Warner, och med flera internationella versioner världen över. Kanalen gjorde debut i USA den 1 oktober 1992 och i Sverige och Europa den 17 september 1993. 1993 debuterade kanalen även i Latinamerika, och 1995 i Australien. Idag sänds kanalen i svensk/skandinavisk version där samtliga program är dubbade till svenska. Sedan 2008 är även systerkanalen Boomerang tillgänglig på den svenska marknaden med ett programinnehåll dubbat till svenska. Med åren har Cartoon Network även fått systrar i form av Adult Swim, Cartoon Network+1 (timeshift), Cartoon Network Too, Cartoonito och Boomerang. Dessa kanalers tillgänglighet varierar beroende på land med distribueras som regel i första hand till brittiska och amerikanska hushåll där marknaden anses vara störst.

## Historia

Cartoon Networks tidigare logga som användes från kanalens start fram till 13 juni 2004.

Under slutet av 1980-talet köpte Ted Turners kabel-TV-koncern filmstudion MGM:s arkiv, vilket förutom spelfilmer även inkluderade många tecknade filmer från Warner Bros. 1991 köpte Turner även animationsstudion Hanna-Barbera Productions och fick deras stora arkiv med på köpet. För att kunna få utrymme för alla dessa filmer skapades kabelkanalen The Cartoon Network. Kanalen var till en början specialiserad på att visa repriser av just klassiska tecknade filmer som till exempel Familjen Flinta. Ted Turners bolag Turner Broadcasting köptes 1996 av mediagiganten Time Warner. Cartoon Network blev då en del av Time Warner.

### Cartoon Network i Sverige
I Sverige delade Cartoon Network sändningstid med Turner-ägda filmkanalen TCM. Till Sverige sändes till en början den paneuropeiska versionen av kanalen. Många av programmen var dock dubbade till svenska, norska och danska via separata ljudkanaler. 1996 delade kanalerna på sig och började sända i dygnet runt-versioner. År 2000 fick de skandinaviska länderna en egen feed av Cartoon Network där samtliga program dubbades till svenska, norska och danska via separata ljudkanaler. Dock var denna teknik ganska ny, vilket ledde till att figurerna pratade norska och ibland danska. Det svenska ljudspåret kom vilse på vägen, men några år senare kom det svenska ljudspåret dit det skulle.
Eftersom Cartoon Network numera satsar på att sända samtliga program dubbade till de skandinaviska språken tar det ofta tid innan nya amerikanska produktioner når den skandinaviska kanalen. Dubbningen tar naturligtvis både tid och kostar pengar. Existerande dubbade program repriseras därför i evigheter. I maj 2006 bytte den skandinaviska versionen, som en av de sista i världen, ut den gamla logotypen till Cartoon Networks nya. I samband med detta försvann programblocket Boomerang från den skandinaviska versionen. I flera andra länder sänds Boomerang som en egen kanal med enbart klassiska tecknade filmer. I december 2007 började Cartoon Network, trots att den är en kanal för bara tecknade serier, att även sända live action-serier för barn, den första var Spionfamiljen.

### Systerkanalen Boomerang kommer till Sverige
Sedan april 2008 börjar Boomerang att också sända som egen kanal i Sverige, Norge, Danmark och Finland. Kanalen visar i första hand Hannah Barberas klassiska serier som Familjen Flinta, Jetsons och Top Cat. Till en början distribueras Boomerang enbart av Canal Digital och Viasat men fler operatörer, som Com hem, kanalen tillkom under 2010.

## Distribution
Cartoon Network distribueras av de flesta större operatörer i Sverige, som till exempel Tele2, Telia och Allente.

## Lista över serier som går eller har gått på Cartoon Network (i urval)
- Yogi's Space Race (Boomerang 1993-1994)
- Space Ghost (Boomerang 1994-1996)
- The Adventures of Jonny Quest(1964) (Boomerang 1994-1996)
- 13 Ghosts of Scooby Doo
- Amazing Adrenalini Brothers
- Atomic Betty
- Atommyran
- B-Daman
- Beyblade
- Byggare Bob
- Masken
- Dum och Dummare
- Kodnamn Grannungarna
- Landet för länge sedan
- Duel Masters
- Scooby-Doo Var är du?
- The New Scooby Doo Movies
- Duck Dodgers
- Robotboy
- Klass 3000
- Sune och hans värld
- Mike, Lu & Og
- Total Drama Island
- Total Drama Action
- Total Drama World Tour
- Total Drama Revenge of the Island
- Total Drama All-Stars
- Total Drama Pahkitew Island
- Total Drama: Det ridonkulösa loppet
- Chop Socky Chooks
- Kurage, den hariga hunden
- Biker Mice from Mars (2006)
- Ben 10: Alien Force
- Dexters laboratorium
- Powerpuffpinglorna
- Richie Rich
- Ned's Newt
- Johnny Test
- Ozzy & Drix
- Spaced Out
- Gumball
- Pinky och Hjärnan
- Ed Edd och Eddy
- Evil Con Carne
- Spaced Out
- Magnus och Myggan
- Teenage Mutant Ninja Turtles (2003)
- Storm Hawks
- Sabrina: the Animated Series
- Sabrinas hemliga liv
- Creepschool
- Äventyrsdags
- Ko och Kyckling
- I Am Weasel
- Looney Tunes
- The Looney Tunes Show
- Ben 10
- Ben 10 Alien Force
- Snobben
- Snobben Special
- Hero: 108
- Chowder
- Batman
- Scooby och Scrappy Doo
- Shaggy och Scooby spanar vidare
- Babar och elefantfamiljen
- Koalabröderna
- Pororo
- Krambjörnarna
- Arthur
- Fabian Flodhäst
- Thomas och vännerna
- Flapjack
- Scooby Doo Show
- Star Wars: The Clone Wars
- Transformers Prime
- Transformers Energon
- Transformers Cybertron
- Scooby Doo! Mysteriegänget
- Regular Show
- Angelo äger
- Rosa pantern och hans vänner
- Min klasskompis är en apa
- Top Cat
- Mr. Bean
- Två snubbar
- Mucha Lucha
- Camp Lazlo
- Justice League
- Jonny Quest
- X-Men: Evolution
- Megas XLR
- Mästerdetektiven Droopy
- Swat Kats
- Hi Hi Puffy Ami Yumi
- Best Ed
- Ekorrpojken
- Young Justice
- Level Up
- Juniper Lee
- Samurai Jack
- Xiaolin Showdown
- Familjen Flinta
- Familjen Jetson
- Familjen Addams
- Tom & Jerry
- Tom & Jerry Kids
- Sylvester och Pips mysterier
- Scooby Doo
- Våran Scooby Doo
- Flinta på festhumör
- Snobben
- Jimmys vrickade värld
- Spionfamiljen
- Senaste surret
- Pet Alien
- Cubix
- Grymma sagor med Billy & Mandy
- Grym och Elak
- Vännernas stad
- Får i storstan
- Tidspatrullen
- Sidekick
- Ben 10: Omniverse
- Drakryttarna från Dräggö
- Bakugan
- Farbror Farfar
- Steven Universe
- Clarence
- Mixels
- Grojband
- Doktor Dimensionsbrallan
- Xiaolin Chronicles
- Teen Titans
- Valpen Scooby Doo
- What a Cartoon!
- Unge Robin Hood
- Tvillingarna Kramp
- Teen Titans Go!
- LEGO Ninjago
- Yogi Björn
- Yo-kai Watch
- Harvey Näbbson
- The Moxy Show
- Bara björnar
- Fosters hem för påhittade vänner